# Grup de l'esquinita
El grup de l'esquinita és un grup de minerals de la classe dels òxids i hidròxids. Es troba constituït per minerals de terres rares, titani, niobi i tàntal. Els seus membres més comuns són l'esquinita-(Ce) i l'esquinita-(Y). Els membres d'aquest grup són els següents:
| Espècie              | Fórmula    |
| -------------------- | ---------- |
| Esquinita-(Ce)       | Ce(TiNb)O₆ |
| Esquinita-(Nd)       | Nd(TiNb)O₆ |
| Esquinita-(Y)        | Y(TiNb)O₆  |
| Rynersonita          | CaTa₂O₆    |
| Tantalesquinita-(Ce) | Ce(TiTa)O₆ |
| Tantalesquinita-(Y)  | Y(TiTa)O₆  |
| Vigezzita            | CaNb₂O₆    |

En el mes de juny de 2025 aquest grup va ser redefinit per l'Associació Mineralògica Internacional, aprovant-ne un nou esquema de nomenclatura per als membres del grup i establint fórmules per als termes extrems d'alguns d'aquests minerals.